# Miss Italia nel mondo
Miss Italia nel mondo è stato un concorso di bellezza che ogni anno eleggeva una ragazza di origine italiana residente in altri Stati del mondo. Nel 2012, ultimo anno di svolgimento prima della ripresa programmata per il 2023, la formula venne cambiata e le concorrenti erano stavolta  ragazze straniere residenti in Italia da almeno un anno.

## Storia
Ideata da Enzo Mirigliani nel 1990, fino al 2003, la manifestazione venne realizzata al mese di settembre, una settimana prima della messa in onda del concorso di Miss Italia. Dal 2004, per evitare una sovrapposizione con il concorso principale, la manifestazione viene spostata al mese di giugno e nel 2011 al mese di luglio. Negli ultimi anni, il concorso lascia la location delle Terme Berzieri di Salsomaggiore Terme per approdare prima al Palazzo del Turismo di Jesolo e poi al Lungomare Falcomatà di Reggio Calabria. Nel 2012 infine il concorso si è svolto in concomitanza con Miss Italia, a settembre, da Montecatini Terme. Dopo una pausa di molti anni, Patrizia Mirigliani, patron di Miss Italia, ha annunciato la rinascita del concorso.

## Edizioni
| Edizione | Presentatori    | Presentatori       | Provenienza     | Vincitrice                   | Sede                                   | Direttore artistico        |
| -------- | --------------- | ------------------ | --------------- | ---------------------------- | -------------------------------------- | -------------------------- |
| 1991     | Fabrizio Frizzi | Fabrizio Frizzi    | Sudafrica       | Barbara Bernardi             | Terme Berzieri di Salsomaggiore Terme  | Enzo e Patrizia Mirigliani |
| 1992     | Fabrizio Frizzi | Fabrizio Frizzi    | Australia       | Erika Verolin                | Terme Berzieri di Salsomaggiore Terme  | Enzo e Patrizia Mirigliani |
| 1993     | Fabrizio Frizzi | Fabrizio Frizzi    | Germania        | Bianca Gagliardi             | Terme Berzieri di Salsomaggiore Terme  | Enzo e Patrizia Mirigliani |
| 1994     | Paolo Bonolis   | Paolo Bonolis      | Uruguay         | Claudia Cremonese Moratto    | Terme Berzieri di Salsomaggiore Terme  | Enzo e Patrizia Mirigliani |
| 1995     | Paolo Bonolis   | Paolo Bonolis      | Brasile         | Ana Leticia Castellan Rizzon | Terme Berzieri di Salsomaggiore Terme  | Enzo e Patrizia Mirigliani |
| 1996     | Paolo Bonolis   | Paolo Bonolis      | Svizzera        | Luana Spagnolo               | Terme Berzieri di Salsomaggiore Terme  | Enzo e Patrizia Mirigliani |
| 1997     | Carlo Conti     | Carlo Conti        | Svizzera        | Loredana La Rosa             | Terme Berzieri di Salsomaggiore Terme  | Enzo e Patrizia Mirigliani |
| 1998     | Carlo Conti     | Carlo Conti        | Brasile         | Rudialva Vigolo              | Terme Berzieri di Salsomaggiore Terme  | Enzo e Patrizia Mirigliani |
| 1999     | Carlo Conti     | Carlo Conti        | Etiopia         | Ambra Gullà                  | Terme Berzieri di Salsomaggiore Terme  | Enzo e Patrizia Mirigliani |
| 2000     | Carlo Conti     | Carlo Conti        | Venezuela       | Barbara Clara                | Terme Berzieri di Salsomaggiore Terme  | Enzo e Patrizia Mirigliani |
| 2001     | Carlo Conti     | Carlo Conti        | Venezuela       | Valentina Patruno            | Terme Berzieri di Salsomaggiore Terme  | Enzo e Patrizia Mirigliani |
| 2002     | Carlo Conti     | Carlo Conti        | Colombia        | Catalina Ines Acosta         | Terme Berzieri di Salsomaggiore Terme  | Enzo e Patrizia Mirigliani |
| 2003     | Amadeus         | Amadeus            | Paesi Bassi     | Stefanie Francesca Vatta     | Terme Berzieri di Salsomaggiore Terme  | Enzo e Patrizia Mirigliani |
| 2004     | Carlo Conti     | Carlo Conti        | Venezuela       | Silvana Santaella            | Terme Berzieri di Salsomaggiore Terme  | Enzo e Patrizia Mirigliani |
| 2005     | Carlo Conti     | Carlo Conti        | Filippine       | Mara Morelli                 | Terme Berzieri di Salsomaggiore Terme  | Enzo e Patrizia Mirigliani |
| 2006     | Carlo Conti     | Carlo Conti        | Brasile         | Karina Michelin              | Terme Berzieri di Salsomaggiore Terme  | Enzo e Patrizia Mirigliani |
| 2007     | Massimo Giletti | Eleonora Daniele   | Svizzera        | Antonella Carfi              | Palazzo del Turismo di Jesolo          | Enzo e Patrizia Mirigliani |
| 2008     | Caterina Balivo | Biagio Izzo        | Paraguay        | Fiorella Migliore            | Palazzo del Turismo di Jesolo          | Carlo Conti                |
| 2009     | Caterina Balivo | Biagio Izzo        | Moldavia        | Diana Curmei                 | Palazzo del Turismo di Jesolo          | Roberto Cenci              |
| 2010     | Massimo Giletti | Cristina Chiabotto | Rep. Dominicana | Kimberly Castillo Mota       | Palazzo del Turismo di Jesolo          | Patrizia Mirigliani        |
| 2011     | Pupo            | Elisa Isoardi      | Brasile         | Silvia Novais                | Lungomare Falcomatà di Reggio Calabria | Patrizia Mirigliani        |
| 2012     | Fabrizio Frizzi | Fabrizio Frizzi    | Argentina       | Aylen Nail Maranges          | Palaspecchiasol di Montecatini Terme   | Patrizia Mirigliani        |

## Nazioni vincitrici
| Numero | Paese           | Anni                |
| ------ | --------------- | ------------------- |
| 4      | Brasile         | 1995 1998 2006 2011 |
| 3      | Svizzera        | 1996 1997 2007      |
| 3      | Venezuela       | 2000 2001 2004      |
| 1      | Argentina       | 2012                |
| 1      | Rep. Dominicana | 2010                |
| 1      | Moldavia        | 2009                |
| 1      | Paraguay        | 2008                |
| 1      | Filippine       | 2005                |
| 1      | Paesi Bassi     | 2003                |
| 1      | Colombia        | 2002                |
| 1      | Stati Uniti     | 2001                |
| 1      | Etiopia         | 1999                |
| 1      | Uruguay         | 1994                |
| 1      | Germania        | 1993                |
| 1      | Australia       | 1992                |
| 1      | Sudafrica       | 1991                |